# 格兰多夫
格兰多夫是德国下萨克森州的一个市镇。总面积59.88平方公里，总人口6713人，其中男性3435人，女性3278人（2011年12月31日），人口密度112人/平方公里。